# Убожко, Лев Григорьевич
Лев Григорьевич Убожко (12 марта 1933, Копейск, Челябинская область, РСФСР — 19 августа 2003, Москва, Россия) — советский диссидент, российский политический деятель, лидер Консервативной партии России. Неоднократно баллотировался или пытался выставить свою кандидатуру на выборах различного уровня в 1990-е годы, став заметным вечным кандидатом в российской истории.

## Биография
Родился 12 марта 1933 года в городе Копейске Челябинской области. В 1955—1958 годах служил в армии. В 1961 году окончил Московский инженерно-физический институт. В 1966 году переведён на работу в НИИ Москвы. Уволен в 1968 году.
27 января 1970 года был арестован по статье 190-1 УК РСФСР за распространение «Хроники текущих событий» и письма Андрея Амальрика (автора книги «Просуществует ли Советский Союз до 1984 года?») писателю Анатолию Кузнецову. Приговорён Свердловским областным судом к трём годам лишения свободы.
В колонии в Омской области, где он содержался, Убожко вёл пропаганду среди заключённых, утверждая, что в СССР нет социализма, а идеи марксизма-ленинизма извращены и опошлены, там же он написал брошюру «Однопартийная система — тормоз развития Советского государства». В 1972 году ему инкриминировали статью «антисоветская агитация и пропаганда» и поместили в специализированную психиатрическую больницу в Ташкенте. Впоследствии Убожко перевели в психиатрическую больницу общего типа в Челябинске, откуда он в 1975 году бежал. В Москве он был задержан и до освобождения в июне 1987 года содержался в спецпсихбольницах Ташкента, Могилева и Челябинска.
Принял участие в создании политической партии Демократический Союз 8 мая 1988 года. 13 января 1989 года создал Демократическую партию. 7 октября 1990 года она была переименована в Консервативную. Лев Убожко — её председатель.
Реабилитирован постановлением Пленума Верховного суда СССР от 10 октября 1991 года. В мае 1991 года Лев Убожко выдвигался на пост Президента РСФСР. В 1992 году избран членом Консультативного Совета международного информцентра по правам человека и заместителем председателя Комитета социальной защиты по юридическим вопросам. Участник Конституционного Совещания и Общественной Палаты при Президенте РФ.
В ноябре 1992 года неудачно баллотировался в народные депутаты России на дополнительных выборах в Краснодаре (набрал 0,6 % голосов), в апреле 1993 года — на дополнительных выборах в Магнитогорске (выборы были признаны несостоявшимися, так как, по официальным данным, на них явилось менее 32 процентов избирателей).
В мае 1993 года вместе с Владимиром Гершуни основал Антикоммунистический народный фронт (АНФ) и был избран одним из двух его сопредседателей (в ноябре 1994 года В. Гершуни умер и Л. Убожко остался единственным председателем АНФ).
Осенью 1993 года возглавил предвыборный список Консервативной партии, который не собрал необходимых для участия в выборах в Государственную Думу подписей. Сам неудачно баллотировался в Госдуму в 1993 году по Златоустовскому округу № 182 Челябинской области.
В мае 1994 года неудачно участвовал в дополнительных выборах депутатов Совета Федерации от Челябинской области. Утверждал, что выборы были фальсифицированы.
26 марта 1994 года 3-й съезд Консервативной партии выдвинул Убожко кандидатом на пост Президента России, но Убожко не был зарегистрирован в качестве кандидата.
В 1995 году Убожко не сумел собрать подписей для участия его партии в выборах в Государственную Думу России по партийным спискам, выборы по мажоритарному Златоустовскому округу № 182 17 декабря 1995 года проиграл Владимиру Григориади.
22 декабря 1996 года неудачно баллотировался на пост губернатора Челябинской области.
В 1997 году вместе с Натальей Королевой и Владимиром Бурениным учредил Консервативное движение России (КДР).
В январе 1998 года заявил о намерении баллотироваться в Государственную Думу второго созыва на дополнительных выборах по Орехово-Борисовскому избирательному округу № 197 в Москве (на вакантное место, освобождённое Ириной Хакамадой), но затем снял свою кандидатуру в знак протеста против незаконной (по его мнению) поддержки генерала Андрея Николаева мэром города Юрием Лужковым.
22 ноября 1998 года баллотировался в Госдуму на дополнительных выборах по Каневскому избирательному округу № 39, получил последнее место из 7 кандидатов, собрав 1,46 % голосов.
В сентябре 1999 года возглавил общефедеральный список избирательного объединения «Консервативное движение России» (№ 1 в центральной части списка) на выборах в Государственную Думу РФ третьего созыва. Выдвинулся также по Одинцовскому одномандатному избирательному округу 110 (Московская область), где был зарегистрирован, но после регистрации снял свою кандидатуру. На выборах 19 декабря 1999 года список КДР не преодолел 5%-ного барьера. Список набрал 87.658 голосов (0.13 %).
Скончался 19 августа 2003 года. Похоронен на Востряковском кладбище Москвы.

## Публикации
- Моя борьба против красного фашизма. — М. : Эльф-3, 2003. — 611, [1] с., [1] л. портр. ISBN 5-88982-020-9